# أتلاتيكو خولوما
أتلاتيكو خولوما هو نادي كرة قدم هندوراسي أٌسس عام 1999. يلعب النادي في الدوري الهندوراسي الدرجة الأولى لكرة القدم.